# 傘開以後
《傘開以後》，是由香港電台電視部製作的電視節目，是少有香港傳媒在2015年製作及播放有關雨傘運動系列的特輯。節目共有八集，由不同導演以不同方式表達，包括紀實、動畫、短劇及音樂微電影等手法，說出香港不同人對雨傘運動一年後的感受。

## 各集播出日期及製作人員
| 集數                     | 片名                                                        | 演員/ 訪問者                           | 編導                                                        |
| 第一集(2015-08-16)       | 困 (5分鐘短片)                                              | 王文韜、郭鋒、吳耀漢、陳逸寧、黃素歡   | 李文丞 、劉雲傑                                             |
| 第二集(2015-08-23)       | 給自己的情書系列--誰伴我闖蕩 (紀實錄像)                     | 楊逸朗                                 | 劉振瑛                                                      |
| 第三集(2015-08-30)       | 給自己的情書系列--撐一把傘 (紀實錄像)                       | Maxwell                                | 劉振瑛                                                      |
| 第四集(2015-09-06)       | 雨傘後 (名稱來自黃家駒 1993年作曲的一首歌，5分鐘音樂微電影) | 李逸朗、戴萃瑤、謝志峰、梁安琪、倪秉郎 | 伍立德(主題曲《雨傘後》特別由韋啟良重新編曲)                |
| 第五集(2015-09-13)       | 給自己的情書系列--南柯一夢 (紀實錄像)                       | 何明新                                 | 劉振瑛                                                      |
| 第六集(2015-09-20)       | 給自己的情書系列 － 傘下的煙花(紀實錄像)                    | 蕭文超                                 | 劉振瑛                                                      |
| 第七集(2015-09-27)       | 花遇傘‧上 (5分鐘動畫)                                       | 謝樂筠、陳錦榮、周永康 、吳秋北        | 陳雅婷、鄔詠恩 (動畫設計: Flyingpig、Hoops Kwok、Chanqueen) |
| 第八集(2015-09-27)       | 花遇傘‧下 (5分鐘動畫)                                       | 周永康、吳本篤、吳秋北 、戴耀廷        | 鄔詠恩、陳雅婷 (動畫設計: Flyingpig、Hoops Kwok、Chanqueen) |
| 半小時特別版(2015-10-17) | (綜合五集精華)                                              |                                        |                                                             |

## 各集內容簡介

### 第一集(2015-08-16)困(短劇)
一個支持本土思想、希望外出支持勇武行動示威，被認為是「廢青」的青年人，如何在家中面對支持政府，被形容為「黑警」、「藍絲」的父親，支持大愛包容，被形容為「大中華膠」的姐姐，與政治冷感、萬事以和為貴的家庭主婦媽媽。面對一家爭執，從中國大陸回來的爺爺能否化解危機? 
第一集演員表
| 演員     | 角色                                     |
| 王文韜   | 兒子 (被形容為「廢青」)                  |
| 黃素歡   | 母親 (家庭主婦)                          |
| 陳逸寧   | 姊姊 (被形容為「大中華膠」)              |
| 郭鋒     | 父親(被形容為「黑警」)                   |
| 吳耀漢   | 爺爺                                     |
| 歐陽海璇 | 陪爺爺回來的女士                         |
| 吳嘉曦   | (沒交代, 相信是陪爺爺回來那位女士的兒子) |

### 第二集(2015-08-23)給自己的情書系列--誰伴我闖蕩(訪問)
雨傘運動開始期間，大專學生楊逸朗一直是留守特首辦的示威者。2014年10月5日晚，部份示威者決定和平撤離，楊逸朗與警察代表握手合影，隨後卻被發現楊逸朗當時是輔警，被懷疑是卧底，後來他辭去輔警，繼續示威，但之後在龍和道抗爭中被拘捕，及稱被警員毆打，心情複雜。

### 第三集(2015-08-30)給自己的情書系列--撐一把傘(訪問)
廣告人Maxwell在雨傘運動期間經歷催淚彈，他感到整個運動期間各方面都心情灰暗，希望透過創作 Mr＆Ms HK People插畫，為人們帶來盼望。

### 第四集(2015-09-06)雨傘後(名稱來自黃家駒1993年作曲的一首歌，5分鐘音樂微電影)
小情侶阿宇和阿珊均喜歡音樂，一天因雨傘運動群眾唱黃家駒的《海闊天空》而吸引他們留心事態發展。雨傘運動最終被逼清場完結，阿宇認為既然沒成果選擇以逃避方式自處，阿珊則希望繼續尋覓運動的足印。後來阿珊有機會出唱片，但保守的歌星經理人認為之前已有音樂人因寫歌詞有「狼」、「無恥」字眼而被勸止，所以不敢創新以免犯他人禁忌，坊間正流行黃家駒式《喜歡你》和《情人》般的情歌，經理人決定找阿珊重唱舊歌。阿珊如何抉擇? 阿宇最後會否願意重新面對阿珊，重拾舊好?
劇集特意找來香港音樂人韋啟良將黃家駒1993年所作，由陳少琪填詞的雨傘後重新編曲，由女主角戴萃瑤唱出，利用雨傘後的歌名說出雨傘運動之後，部份港人的心情，及用黃家駒作品提起當時群眾齊心的情況。
第四集演員表
| 演員   | 角色                  |
| 李逸朗 | 阿宇 (粵語諧音「雨」) |
| 戴萃瑤 | 阿珊 (粵語諧音「傘」) |
| 謝志峰 | 阿珊的經理人          |
| 倪秉郎 | 唱片公司老闆          |
| 梁安琪 | 歌唱活動司儀          |

### 第五集(2015-09-13)給自己的情書系列--南柯一夢(訪問)
雨傘運動時剛退休的前高級警司何明新跟示威者有不同看法，他認為警方放催淚彈及鎮壓合理，香港人應該面對現實，放棄不切實際的爭取。

### 第六集(2015-09-20)給自己的情書系列 － 傘下的煙花(訪問)
前香港攝影記者主席蕭文超2014年9月28日拍下「雨傘人」的照片。看見警方發放催淚彈，他形容香港人流著淚迎接。從事採訪工作多年，沒想過記者也會被捕及受襲。

### 第七集(2015-09-27)花遇傘‧上(動畫)
以動畫製作一把小黃傘和一朵小花，配合謝樂筠、陳錦榮、周永康 、吳秋北的訪問，回憶雨傘運動點滴。

### 第八集(2015-09-27)花遇傘‧下(動畫)
繼續以動畫製作一把小黃傘和一朵小花，配合周永康、吳本篤、吳秋北 、戴耀廷的訪問，說出雨傘運動對未來的意義。

### 半小時特別版(2015-10-17)
(綜合第一、三、四、五集，另將第七及第八集結合，但除去所有訪問，變成六分鐘的花遇傘純動畫)

## 外部連結
- 傘開以後 節目簡介 （页面存档备份，存于）
- 香港電台 傘開以後(半小時版)   （页面存档备份，存于）